# Max Staples
Max Staples (Subiaco, 27 de julho de 1994) é um jogador de voleibol australiano que atua na posição de ponteiro.

## Carreira

### Clube
Max começou a jogar voleibol na Rossmoyne Senior High School em 2009. Ele recebeu uma bolsa de estudos AIS (Australian Institute of Sport) no final de 2010 e mudou-se para Canberra no início de 2011 para treinar em tempo integral enquanto concluía o ensino médio.
Começou a jogar profissionalmente em 2013 ao se mudar para o voleibol francês após assinar contrato com o Orange Nassau. Em 2013, atuou pelo voleibol belga com o Noliko Maaseik. Na temporada 2018–19, conquistou o título do Campeonato Checo e da Copa da Chéquia com o Jihostroj České Budějovice.
Em 2021 o ponteiro foi atuar pela segunda vez no voleibol alemão pelo United Volleys Frankfurt. Após o clube alemão não conseguir obter a licença para competir a primeira divisão do campeonato alemão na temporada 2022–23, o ponteiro australiano assinou com o Tectum Achel, sendo a segunda aparição do atleta por este clube após o mesmo defender a camisa do clube belga na temporada 2020–21.

### Seleção
Max estreou pela seleção adulta australiana na Copa do Mundo de 2015, onde terminou na nona posição. Em 2019, o ponteiro conquistou o vice-campeonato Campeonato Asiático ao perder a final para a seleção iraniana por 3 sets a 0.

### Voleibol de praia
Antes de se profissionalizar no voleibol, Max disputou dois torneios juniores de voleibol de praia. Sua melhor colocação foi um quinto lugar no Campeonato Mundial Sub-19 em 2012, no Chipre.

## Títulos
Jihostroj České Budějovice
- Campeonato Checo: 2018–19
- Copa da Chéquia: 2018–19

## Clubes
| Anos      | Clube                           |
| --------- | ------------------------------- |
| 2013–2014 | Orange Nassau                   |
| 2014–2015 | ARBO Rotterdam Fusion           |
| 2015–2016 | Noliko Maaseik                  |
| 2016–2017 | Draisma Dynamo Apeldoorn        |
| 2017–2018 | Hurrikaani Loimaa               |
| 2018–2019 | Jihostroj České Budějovice      |
| 2019–2020 | Hypo Tirol Alpenvolleys Haching |
| 2019–2020 | Kladno volejbal cz              |
| 2020–2021 | Tectum Achel                    |
| 2021–2022 | United Volleys Frankfurt        |
| 2022–     | Tectum Achel                    |